# Trattato di Spira (1570)
Il trattato di Spira (Speyer in tedesco e ungherese), firmato il 16 agosto 1570, fu un accordo di pace tra i due regni ungheresi dell'Ungheria Reale - guidati da Massimiliano II del Sacro Romano Impero - e il Regno dell'Ungheria Orientale - governata da Giovanni Sigismondo d'Ungheria; è stato stipulato nella città libera di Spira, ora l'attuale Speyer nella Renania-Palatinato, in Germania. 
Giovanni Sigismondo abdicò come re d'Ungheria, mentre Massimiliano II riconobbe l'autorità di Giovanni Sigismondo come "principe di Transilvania"; in cambio Giovanni Sigismondo accettò Massimiliano II come re d'Ungheria con il vassallaggio sul suo principato.

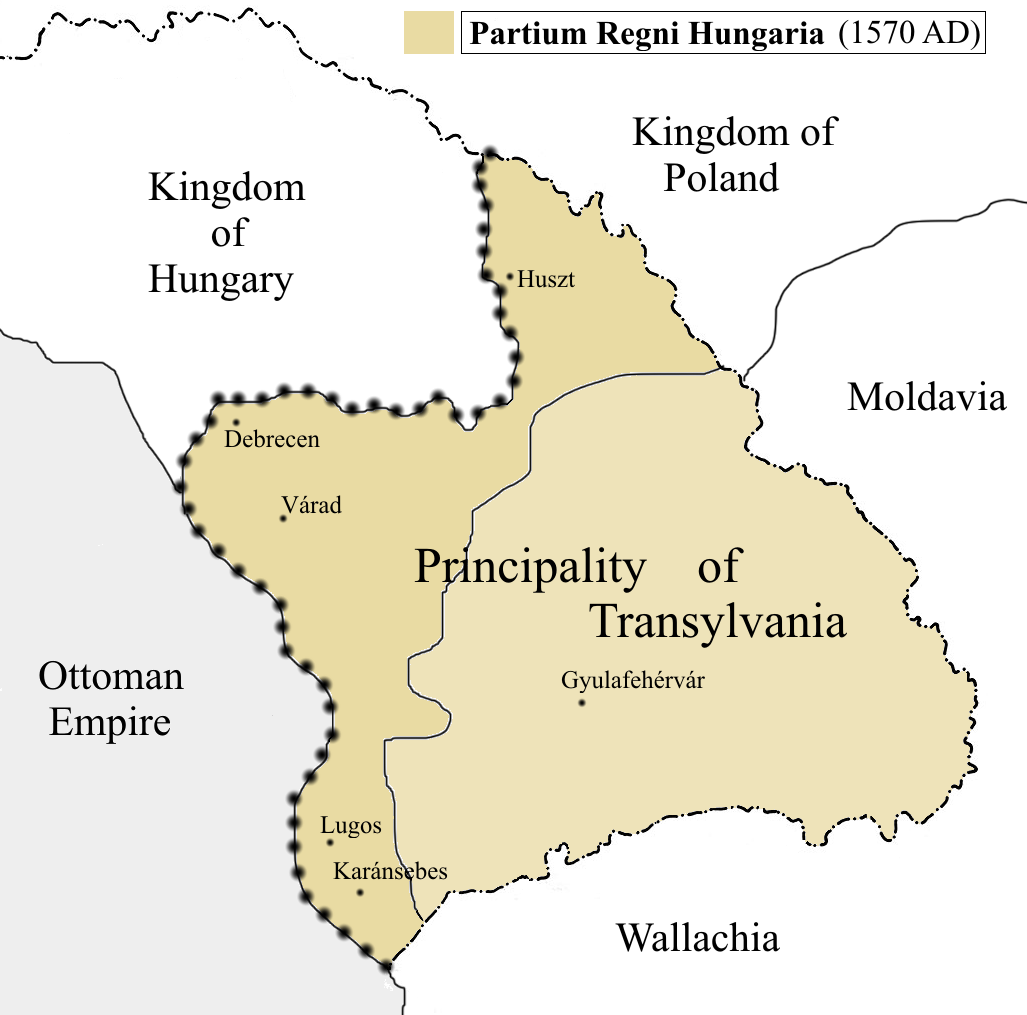
regno di Giovanni II d'Ungheria nel 1570

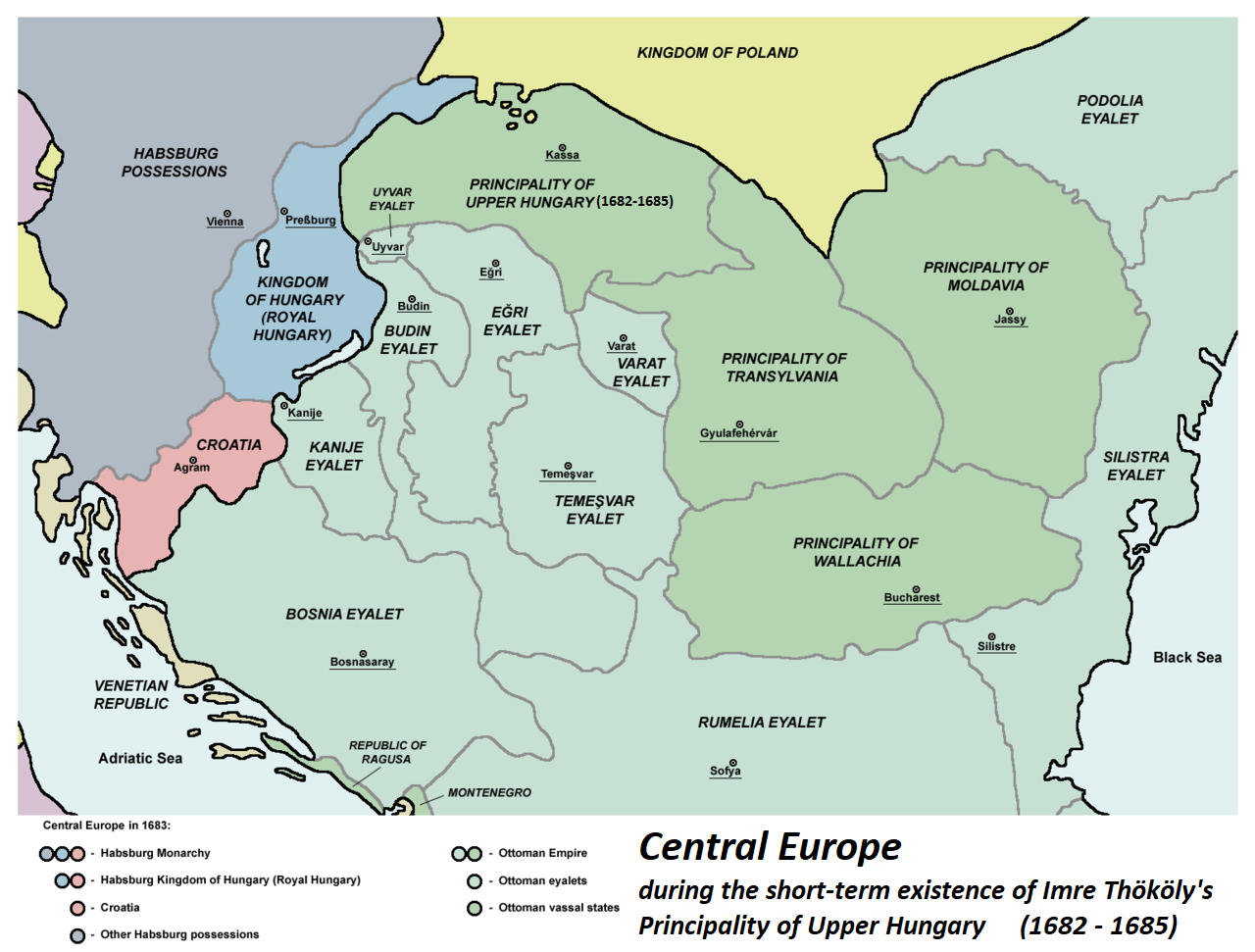
Il Regno d'Ungheria e Transilvania nel 1683.

Giovanni Sigismondo mantenne il titolo di principe di Transilvania (acquisito nel 1556) e divenne princeps Transsylvaniae et partium regni Hungariae dominus - Principe di Transilvania e di parte del Regno d'Ungheria. Secondo il trattato, il Principato di Transilvania (1570–1711) rimaneva parte del Regno d'Ungheria nel senso di diritto pubblico.
La successiva Dieta di Spira del 1570 aderì e confermò il trattato di Spira.

## Cronologia
Dopo la morte del re Luigi II d'Ungheria nella battaglia di Mohacs del 1526, il regno cadde in una grave crisi dovuta al trono vacante. Un voivoda di nome Szapolyai, conte della Transilvania ungherese, si fece incoronare re col nome di Giovanni I d'Ungheria ma, poco dopo, Ferdinando I d'Asburgo, fratello di Carlo V, avendo sposato la sorella del re defunto rivendicò i suoi diritti e si fece incoronare Re d'Ungheria.  
Immediatamente sorse un conflitto tra i due re coronati, i quali raggiunsero un accordo nel 1538 (noto come Trattato di Gran Varadino), secondo il quale dopo la morte del re Giovanni Szapolyai (Giovanni I d'Ungheria), Fernando I avrebbe ereditato il trono di Ungheria in quanto il re ungherese non aveva avuto figli.  
Pochi giorni prima della morte di Giovanni I, sua moglie la regina Isabella d'Ungheria Jagiellona, diede alla luce un figlio: Giovanni Sigismondo Szapolyai, che fu subito incoronato re nonostante l'accordo con Fernando I d'Asburgo. Essendo morto Giovanni I d'Ungheria nel 1541, Fernando avanzò con un suo esercito a rivendicare il trono. In questo periodo il sultano turco Solimano il Magnifico venne a sapere degli accordi che erano stati presi in segreto. Irritato, Solimano marciò sulla città reale di Buda, occupandola nel 1541, nonostante la contemporanea presenza del monaco Giorgio Martinuzzi e di Giovanni II nell'accampamento ottomano, per negoziare un appoggio contro l'iniziativa militare di Ferdinando I. 
Dopo l'occupazione di Buda, il Sultano e il suo Consiglio affidarono il governo della regione della Transilvania al figlio di Giovanni I, sotto la tutela della madre Isabella Jagiello e del monaco Martinuzzi. Mentre Giovanni Sigismondo raggiungeva la maggiore età, agirono come reggenti, pagando ogni anno una tassa all'Impero ottomano. 
La Transilvania ha così evitato l'occupazione diretta degli Ottomani. Martinuzzi ha agito secondo le aspettative del Sultano, ma il suo obiettivo era la riunificazione del regno ungherese, anche con successivi accordi con Ferdinando I. Temendo un tradimento dovuto ai numerosi tentativi di accordo con il Sultano, Ferdinando I diede il permesso al suo generale imperiale Castaldo di far uccidere il monaco reggente nel 1551.
Nel 1556, dopo la morte di Martinuzzi, i nobili transilvani insoddisfatti della gestione di Fernando I, impotente nel riunificare l'Ungheria sottraendola dall'influenza ottomana, e temendo rappresaglie dai Turchi, si affrettarono a richiamare in patria la regina Isabella Jagiellona e suo figlio Giovanni Sigismondo, che erano fuggiti in Polonia dopo essere stati costretti in Transilvania da Martinuzzi anni prima; questo perché il monaco aveva cercato di unificare il regno ungherese sotto la figura del monarca asburgico, il quale riteneva che l'erede di Giovanni I costituisse un ostacolo al progetto. 
Tornati in Transilvania, Isabella continuò ad essere reggente per il figlio, dopo l'arrivo a Kolozsvár il 22 ottobre. Quindi, secondo la volontà del Sultano, Isabella rimase al governo della Transilvania, il che indebolì l'unità dell'Ungheria, che si stava frazionando sempre di più: la regione occidentale sotto il controllo asburgico, quella orientale sotto il controllo turco e la Transilvania quasi indipendente. 
Nel 1559 Isabella morì e suo figlio Giovanni Sigismondo Szapolyai succedette sul trono della Transilvania. Dopo una serie di conflitti, Massimiliano II d'Asburgo - figlio di Ferdinando I - e Giovanni Sigismondo Szapolyai firmarono un accordo il 17 febbraio del 1568 a Adrianopoli. Dopo questo accordo la parte orientale del regno ungherese governata da Giovanni Sigismondo è stata costretta a definire i rapporti con gli Asburgo. Questo accordo venne ratificato nel 1570, due anni dopo, dal trattato di Spira.